# Neritos sardanapalus
Neritos sardanapalus är en fjärilsart som beskrevs av Rothschild 1909. Neritos sardanapalus ingår i släktet Neritos och familjen björnspinnare. Inga underarter finns listade i Catalogue of Life.